# Comio
Comio (Commios, Commio o Comnio) fue un importante rey de la nación belga de los atrebates que reinó primero en la Galia y finalmente en Britania durante el siglo I a. C.

## Aliado de César
Cuando el general Cayo Julio César conquistó a la parte de la nación atrebate que residía en la Galia (57 a. C.), como relata en su obra, Comentarios a la guerra de las Galias, nombró a Comio como rey de la tribu. Antes de que César realizara su segunda invasión a Britania, envió a Comio para que intentara convencer a las tribus britanas de que no se le opusieran. Sin embargo, cuando desembarcó en la isla fue arrestado. Cuando los britanos fracasaron en su intento de impedir el desembarco de César, Comio aceptó dirigir las negociaciones. Comio fue capaz de reunir un pequeño contingente de caballería entre su tribu que ayudó a César a derrotar el segundo ataque britano. De nuevo derrotados, los britanos optaron por negociar su rendición y Comio aceptó de nuevo llevar las negociaciones con el líder de la resistencia, Casivelono. Comio permaneció fiel a César durante la rebelión gala del año 54 a. C., y como recompensa el general le permitió seguir reinando sin interferencia de Roma, estar exento de pagar impuestos y le otorgó además los territorios arrebatados al pueblo de los mórinos.
Sin embargo, según escribe Aulo Hircio en el último libro (Libro VIII) de De Bello Gallico, escrito tras la muerte de César, la lealtad de Comio no duró hasta el final. Mientras César pasaba el invierno del año 53 a. C. en la Galia Cisalpina, su legado Tito Labieno descubrió que Comio había estado conspirando contra Roma con otras tribus galas. Labieno envió al tribuno Cayo Voluseno y a algunos centuriones para que se reunieran con Comio en una aparente inocente reunión. Cuando Comio llegó, los romanos le atacaron y casi lo mataron, aunque logró escapar con una grave herida en la cabeza y clamando que nunca volvería a aliarse con los romanos.

## Enemigo de César
En el año 52 a. C. los atrebates se unieron a la revuelta de los galos dirigida por Vercingétorix. Comio fue uno de los líderes que estuvieron junto al líder galo en el sitio de Alesia. Tras la derrota de Vercingétorix, Comio huyó y se unió a la revuelta de los belóvacos, consiguiendo para su causa el apoyo de 500 germanos. Sin embargo, César venció de nuevo y Comio se vio obligado a buscar refugio entre sus aliados germanos.
En el año 51 a. C. Comio regresó a su patria con una pequeña banda de guerreros como escolta y se preparó para iniciar una campaña de agitación entre los que aún tenían fuerzas para resistirse a César. En invierno de ese año, llegó a la región Marco Antonio, uno de los legados del ejército de César que ordenó a Voluseno atacar a las fuerzas de Commio, algo con lo que Voluseno se mostró muy complacido. En la batalla que siguió, Comio fue derrotado, pero hirió gravemente a su viejo enemigo Voluseno. Comio logró escapar de nuevo y negoció una paz a través de intermediarios. Ofreció rehenes y prometió que en lo que le quedara de vida no volvería a oponerse a César, aunque pidió no tener que volverse a encontrar jamás con un romano. Antonio aceptó su petición.
El escrito de Sexto Julio Frontino, Strategemata, que data del siglo I cuenta como Comio huyó a Britania acompañado de un grupo de seguidores mientras César le perseguía. Cuando Comio trató de cruzar el canal de la Mancha se levantó una gran tormenta. Sin embargo, Comio prefirió seguir avanzando a ser atrapado por César que, cuando vio la determinación de su rival, optó por dar media vuelta y regresar a la Galia.
Este relato sugiere que la tregua que firmó Comio con Antonio no se mantuvo y se reanudaron las hostilidades. Sin embargo John Creighton sugiere que Commio fue enviado a Gran Bretaña en virtud de su tregua con Antonio. La anécdota de Frontino puede tratarse de una fuga antes de la firma de la tregua o simplemente de un rumor que Frontino oyó durante su gobierno de la provincia de Britania. (75 - 78). Creighton sostiene que de hecho Comio fue designado por César como un rey aliado en Britania, y que su reputación fue restaurada cuando culpó de traición a Labieno (que desertó del bando de César durante la guerra civil contra Cneo Pompeyo Magno).
El nombre de Comio aparece en las monedas que se acuñaron en Britania durante el período posterior a las invasiones de César. La numismática revela que Comio estaba emparentado con garmanos y carsicios. Esto sugiere que Comio siguió ostentado poder en la Galia durante su ausencia, gobernando seguramente a través de regentes. garmanos y carsicios son probablemente hijos de Comio, que decidieron incluir el nombre de su padre en las monedas emitidas durante su reinado.

## Reinado en Britania
Aproximadamente en el año 30 a. C., Commio se había establecido como rey de los atrebates en Britania, según revelan las monedas emitidas desde su capital de Calleva Atrebatum (Silchester). Es probable que Comio y sus seguidores fundaran este reino, aunque de hecho, cuando César fue incapaz de traer su caballería a Britania, Comio reunió para él un destacamento de caballería de entre su gente, así que es probable que ya hubiera atrebates en la isla por esa época. Existen monedas que llevan su nombre hasta el aproximadamente el año 20 a. C., y basado en su inscripción: "COM COMMIOS", que significaría "Comio hijo de Comio", sugiere que Comio pudo reinar junto a su hijo hasta su muerte.
Tres reyes posteriores, Tincomaro, Epilo y Verica, incluyen también en sus monedas su condición de descendientes de Comio. A partir del año 25 a. C., aparentemente Comio gobernó junto a Tincomaro. Tras su muerte, Tincomaro aparece como monarca de la región del norte desde Calleva, mientras Epilo gobierna la parte sur desde Noviomagus (Chichester). A la muerte de Tincomaro, aproximadamente en el año 7, Epilo se convirtió en gobernante único, y a su muerte le sucedió Verica (15). El reinado de Verica terminó poco antes de la invasión de Claudio del año 43, que lo utilizó como pretexto para atacar la isla.

## Legado
Comio es uno de los personajes que aparecen en la película francesa de 2001, Vercingétorix.